# 崔真永
崔真永（韓語：최진영，1970年11月17日—2010年3月29日），韓國男演員、男歌手，演員崔真實胞弟。

## 略歷
早年為秀場模特兒，後被眼尖電影導演相中，而以電影演員身分于1990年出道。1999年更以藝名出專輯大獲好評，2005年更成為經紀公司企劃理事。1993年進入暻園大學文藝創作系就讀，為學習演技于2009年進入漢陽大學藝術學系演劇學科就讀。
其姐崔真實死亡後開始停止演藝活動，照顧其外甥子女，於2010年3月29日自殺身亡。

## 童年與青少年時期
1970年生於首爾，姊姊為演員崔真實，演員崔宰誠為遠親。其父曾入選KBS才藝競賽，後來成為警察；而崔真永不顧父親的反對選擇走上演員之路。
崔真永的父親直到結婚後才知道妻子除了姊姊還有一個同父異母的弟弟；1985年，崔真永的父親離家，並與其母分居；1998年10月，兩人協議離婚。
家境困難的崔真永高一時曾在工廠上班，賺取家用、還曾經因為機器故障而傷到腿。後來他被選為制服的模特兒，接下家庭生計的重責大任。
崔真永具有唱歌的天賦，曾以歌手趙容弼為目標，也有樣學樣唱了不少其他歌手的歌；身邊的人均認為他沙啞的嗓音極具魅力；1992年他在MBC《快樂星期六》舞台上，以演員的身分唱了一首趙容弼的歌，趙容弼本人對他說「你想唱你的歌嗎？如果你想唱你自己的歌，我可以擔任你的製作人。」
崔真永和崔真實兩人互為演技精湛的夥伴，兩人曾在KBS才藝競賽中入選；卻由於湊不到為期6個月的38萬培訓班費用而無法繼續，兩人的一生共同分享了許多喜怒哀樂。

## 演出作品

### 電視劇
| 年份   | 电视台 | 剧名               | 角色 |
| ------ | ------ | ------------------ | ---- |
| 1992年 | KBS    | 《92' 的捕鯨活動》 |      |
| 1993年 | MBC    | 《我們的天國》     |      |
| 1996年 | SBS    | 《都市男女》       |      |
| 1996年 | KBS    | 《風景與妻子》     |      |
| 1997年 | MBC    | 《鈴鐺》           |      |
| 1997年 | MBC    | 《如果說愛我》     |      |
| 2007年 | KBS    | 《愛也沒關係》     |      |

### 電影
| 年份   | 片名                                  | 角色 |
| ------ | ------------------------------------- | ---- |
| 1990年 | 《偶爾看看天空吧》                    |      |
| 1990年 | 《那個嘛! 是秘密喔 2》                |      |
| 1991年 | 《梨泰院晚上的天空 美國月亮升起了嗎》 |      |
| 1991年 | 《19歲時 真的是最後一次唱的情歌》     |      |
| 1991年 | 《粉碎的名字啊》                      |      |
| 1991年 | 《只想活到二十歲》                    |      |
| 1992年 | 《92捕鯨》                            |      |
| 1995年 | 《很久很久以後》                      |      |
| 1996年 | 《打開年輕的門》                      |      |
| 1996年 | 《流氓課程》                          |      |
| 1998年 | 《LOVE LOVE》                         |      |

### MV
- 2001年：崔真永(SKY)《24小時的神話》
- 2004年：崔真永(SKY)《直到那時》
- 2008年：趙壯赫《熹渽》

### 話劇
- 2009年：《某個夏晚的夢》

## 廣告
- 樂天七星汽水

## 綜藝節目
| 年份   | 电视台 | 節目名稱                         |
| ------ | ------ | -------------------------------- |
| 2008年 | TvN    | 《現場脫口秀Taxi》               |
| 2008年 | MBC    | 《黃金漁場Radio Star》           |
| 2008年 | KBS    | 《Happy Together 第3季》         |
| 2008年 | KBS    | 《想像 Plus》                    |
| 2008年 | MBC    | 《我們結婚了》                   |
| 2008年 | KBS    | 《朴重勳秀 大韓民國 星期一晚上》 |
| 2009年 | SBS    | 《早安》                         |
| 2010年 | MBC    | 《好心情的日子》                 |